# Jazdkart III.
Jazdkart III. (?624 – 651, Merv) též známý pod jménem Jazdagird III. Poslední panovník sasánovské Persie vládnoucí v letech 632–651. Byl vnukem posledního velkého vladaře Husrava II. Jeho vláda se překrývá s obdobím arabské expanze.

## Vláda
Jazdkart III. se pravděpodobně narodil kolem roku 624 v době vlády svého děda Husrava II., který po mnoho let vedl válku s Byzantskou říší. Tyto boje přinesly nakonec Persii porážku a rozsáhlé zpustošení jejích provincií. Navíc po pádu Husrava II. roku 628 nastala v Persii na několik let anarchie a na trůně se vystřídalo několik králů a královen. Za tohoto chaosu se roku 632 Jazdkart III. ujal vlády, jak zmiňují prameny bylo mu osm let.
V letech 632–633 byl zlomen poslední odpor opozice v sasánovské říši a Jazdakartovi se podařilo upevnit svou moc. V této době se na mezopotámských hranicích říše objevili Arabové, kteří po smrti Mohameda zahájili svou expanzi na sever proti Byzanci a Persii.

### Boj s Araby
Arabové vpadli do Mezopotámie roku 633 pod vedením Chálida ibn al-Valída. Tento vojevůdce využil doznívající perské anarchie a podařilo se mu dobýt města Hiru a Oballu v jižní Mezopotámii. Peršané pod vedením vojevůdce Mihrana však přešli do protiútoku a roku 634 porazili Araby v bitvě u mostu (jednalo se o pontonový most přes Eufrat). Arabové poté zastavili pronásledující perskou armádu až bitvou u Buwajbu jižně od Kúfy roku 635.
Roku 636 zvítězili Arabové v bitvě u Jarmúku proti Byzanci, a to jim umožnilo uvolnit potřebné síly pro boj se Sasánovci. Roku 637 vpadlo do Mezopotámie nové arabské vojsko pod vedením Sa'd ibn Abi Vakkáse, které se s Peršany utkalo v třídenní bitvě u Kadísíje, kde zvítězilo. Arabové poté obsadili hlavní město říše Ktésifón. Jazdkart se poté stáhl z Mezopotámie do perské vysočiny a Arabům přenechal celou Mezopotámii.
Jazdkart se však odmítal vzdát a nadále organizoval ozbrojený odpor a chystal protiútok. Arabští útočníci proto přesvědčili chalífu Umara, aby v dobývání Persie pokračoval. Proto došlo roku 640 k dalšímu rozvinutí útoku a Jazdkart utrpěl další porážky u Ram Hormuz a poté u Nehávandu roku 641. Porážka u Nehávandu znamenala konec organizovaného vojenského odporu sasánovské Persie. Proto se někdy uvádí jako konec vlády Jazdkarta III. rok 642.

### Závěr vlády a smrt posledního sasánovce
Po porážkách z let 640–641 uprchl Jazdkart do východních provincií Perské říše Médie a Balchu a žádal odtud své sousedy o pomoc v boji s Araby. Dokonce vyslal posly i k čínskému císaři. Arabové však dočasně své útoky zastavili a konsolidovali dobytá území. Jazdkart byl pak roku 651 zabit vlastními lidmi nedaleko Mervu v Chorásánu.